# اوکوریتوفولپوش
اوکوریتوفولپوش (به مجاری: Ököritófülpös) یک منطقهٔ مسکونی در مجارستان است که در سابولچ-ساتمار-برگ واقع شده‌است. اوکوریتوفولپوش ۳۳٫۴۳ کیلومتر مربع مساحت و ۲٬۰۱۵ نفر جمعیت دارد.